# Falklandeilanden
De Falklandeilanden (Engels: Falkland Islands, in het Spaans (Islas) Malvinas) zijn een dunbevolkte eilandengroep in de zuidelijke Atlantische Oceaan of Argentijnse Zee, ten oosten van zuidelijk Argentinië. De eilanden vormen een Brits overzees gebiedsdeel. Met een landoppervlakte van 12.173 km² hebben de eilanden samen ongeveer de grootte van Vlaanderen. Argentinië maakt aanspraak op de eilandengroep, hetgeen in 1982 leidde tot de Falklandoorlog. 

## Geografie
De Falklandeilanden bestaan uit twee grote eilanden (West-Falkland en Oost-Falkland) en honderden andere kleine eilanden. Geografisch gezien horen Zuid-Georgia en de Zuidelijke Sandwicheilanden niet bij de Falklandeilanden, staatkundig wel. Het klimaat van de Falklandeilanden wordt gekenmerkt door lage temperaturen en veel neerslag, min of meer vergelijkbaar met dat van de Shetlandeilanden in de Noordelijke Atlantische Oceaan. Er zijn geen bossen en geen bouwland; 99 procent van het land is weiland.

## Geschiedenis
Aangenomen wordt dat Sebald de Weert, een Antwerpse zeeman in dienst van de Verenigde Oostindische Compagnie, rond 1600 de eerste betrouwbare waarneming van de Falklandeilanden deed. Spanjaarden en Britten zijn evenwel vaak van mening dat landgenoten de eersten waren die de eilanden zagen. Chronologisch is de ontdekkingsgeschiedenis als volgt:

### Ontdekkingsgeschiedenis
- 1504: Amerigo Vespucci (Florence)
- 1540: Ferdinand Camargo (Spanje)
- 1592: John Davis (Engeland) beschreef eilanden dicht bij de Argentijnse kust
- 1594: Richard Hawkins (Engeland) gaf een groep eilanden de naam "Hawkins' Maidenland"
- 1600: Sebald de Weert (Republiek der Zeven Verenigde Nederlanden), ontdekte de Jasoneilanden en gaf de juiste coördinaten
- 1684: Cowley en William Dampier (Engeland)
- 1690: John Strong (Engeland) noemde de straat tussen de eilanden Falkland Channel, naar de toenmalige schatbewaarder van de marine.
- 1701: Jacques Gouin de Beauchene (Frankrijk)
- 1708: Roger Woodes (Groot-Brittannië)
- 1740: George Anson (Groot-Brittannië)
- 1764: Louis-Antoine de Bougainville (Frankrijk), noemde de eilandengroep de Îles Malouines.

### Eerste nederzetting

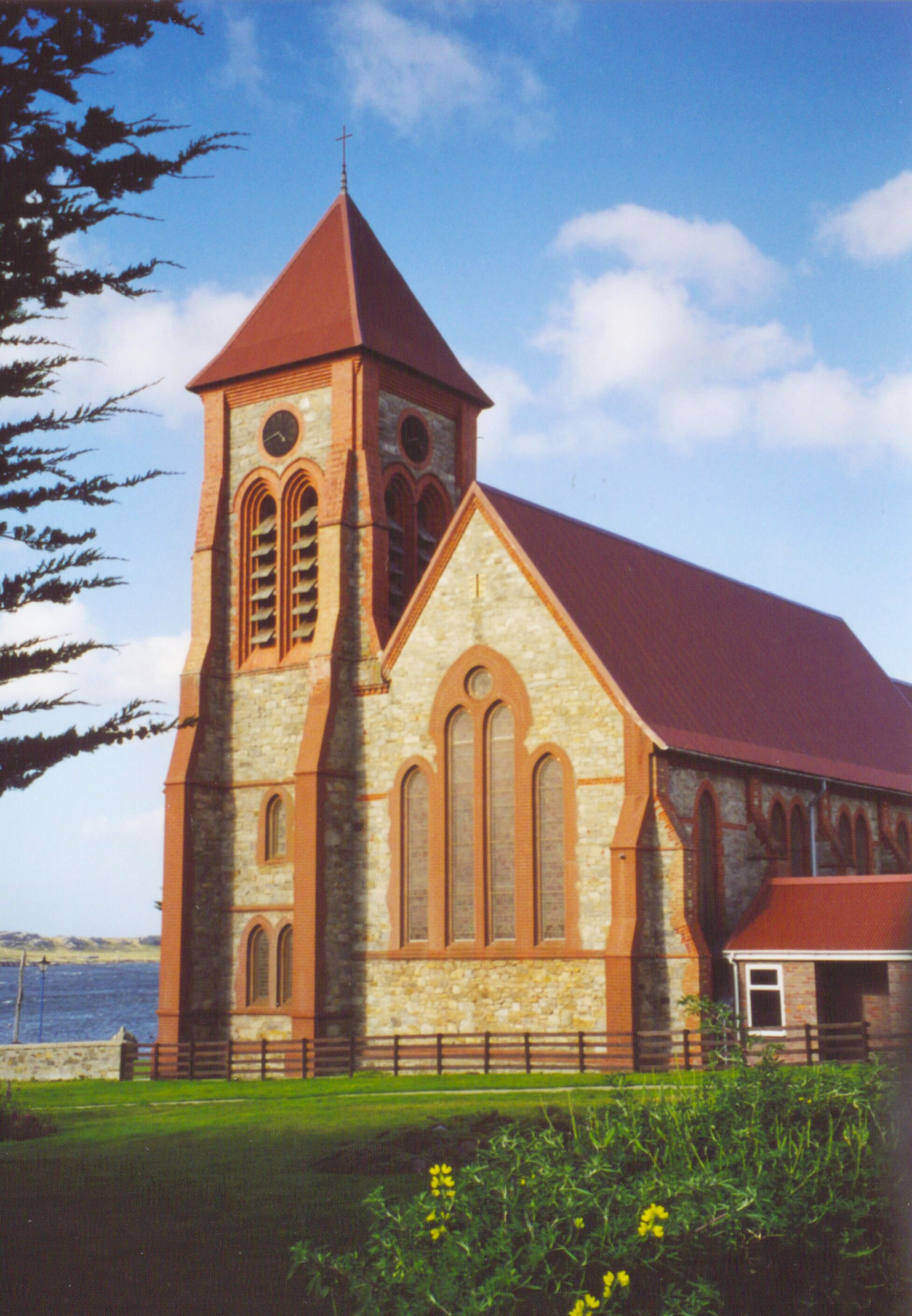
Christ Church Cathedral, Stanley

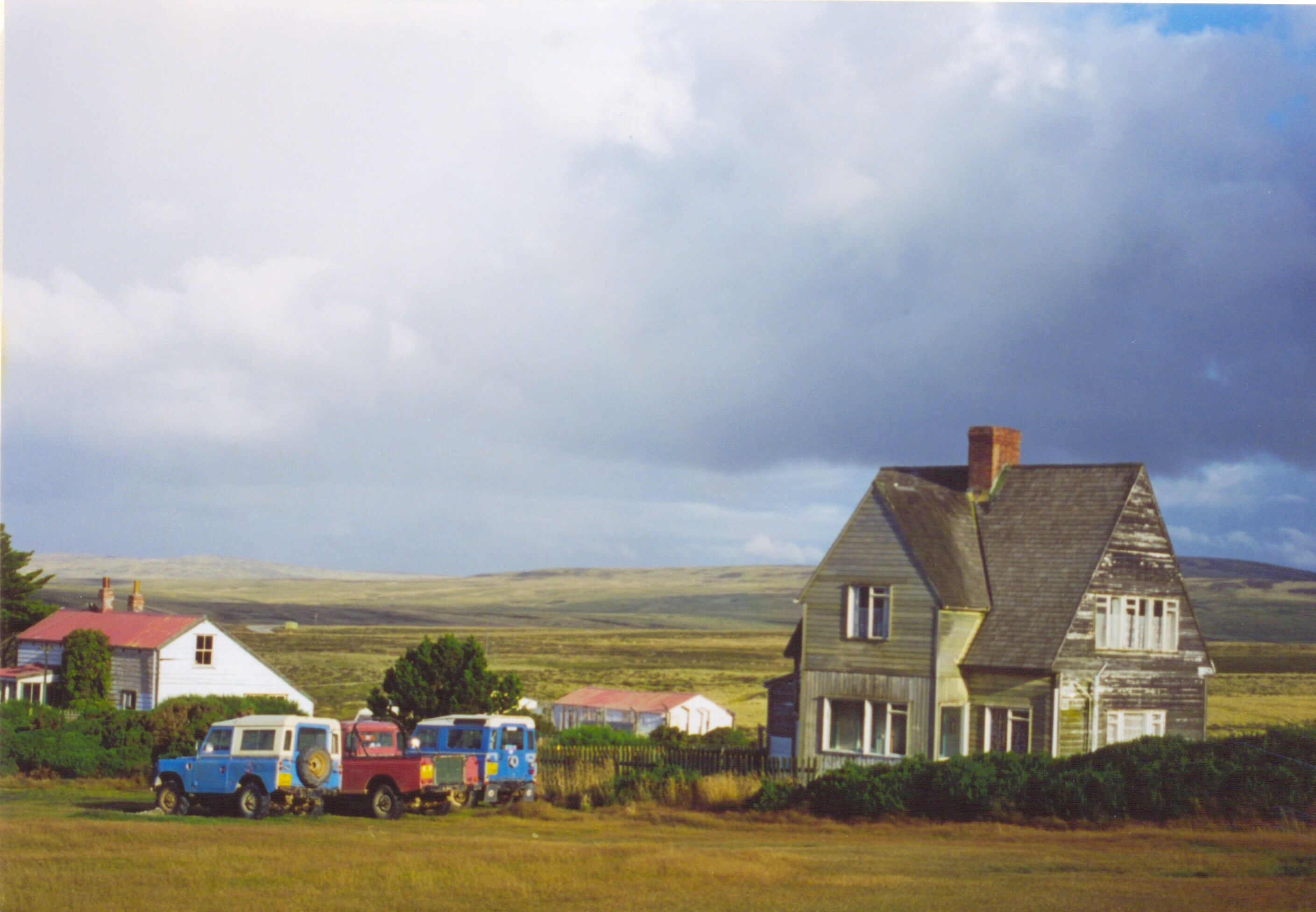
Huizen in Teal Inlet

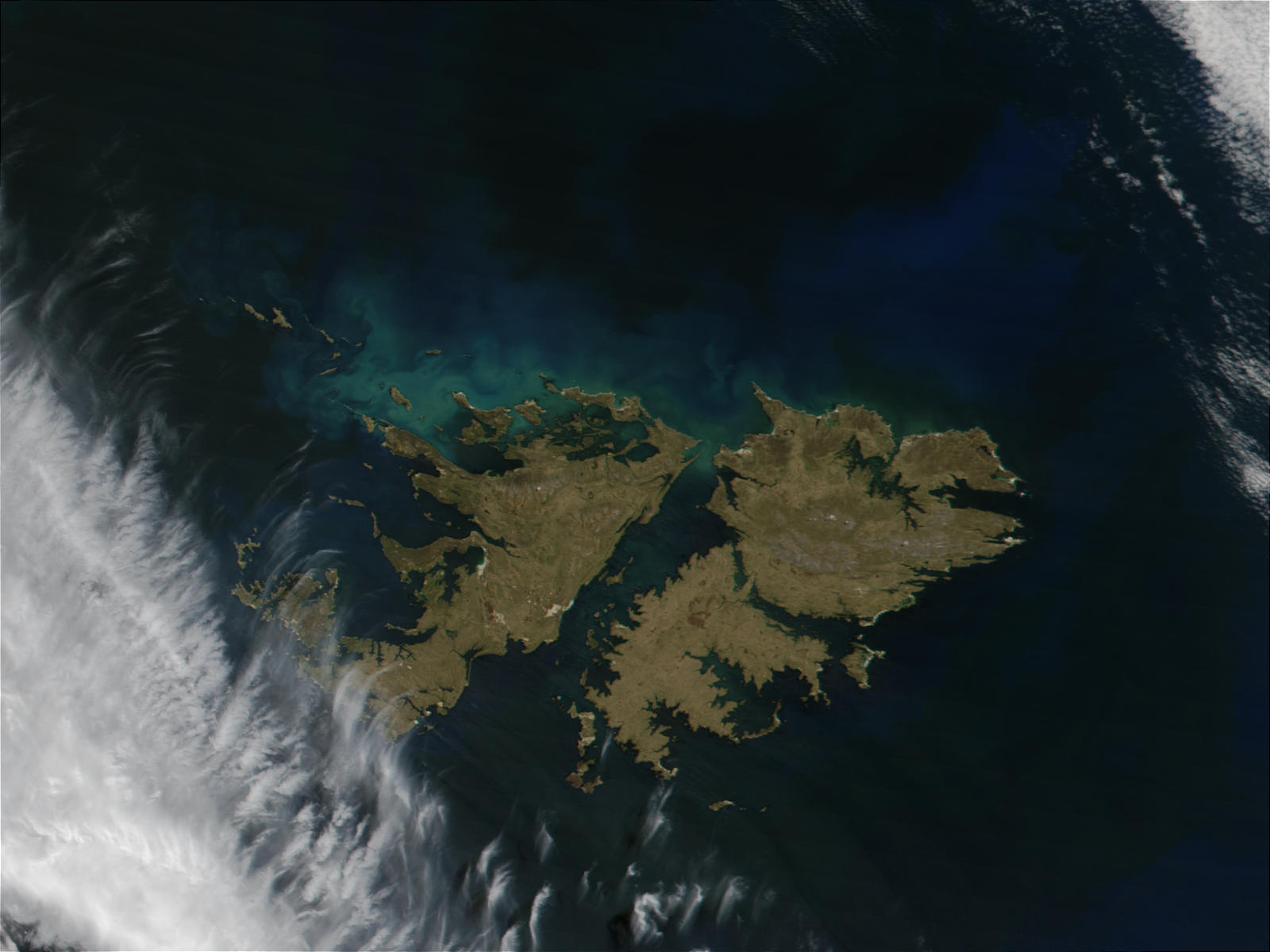
Satellietfoto Falklandeilanden

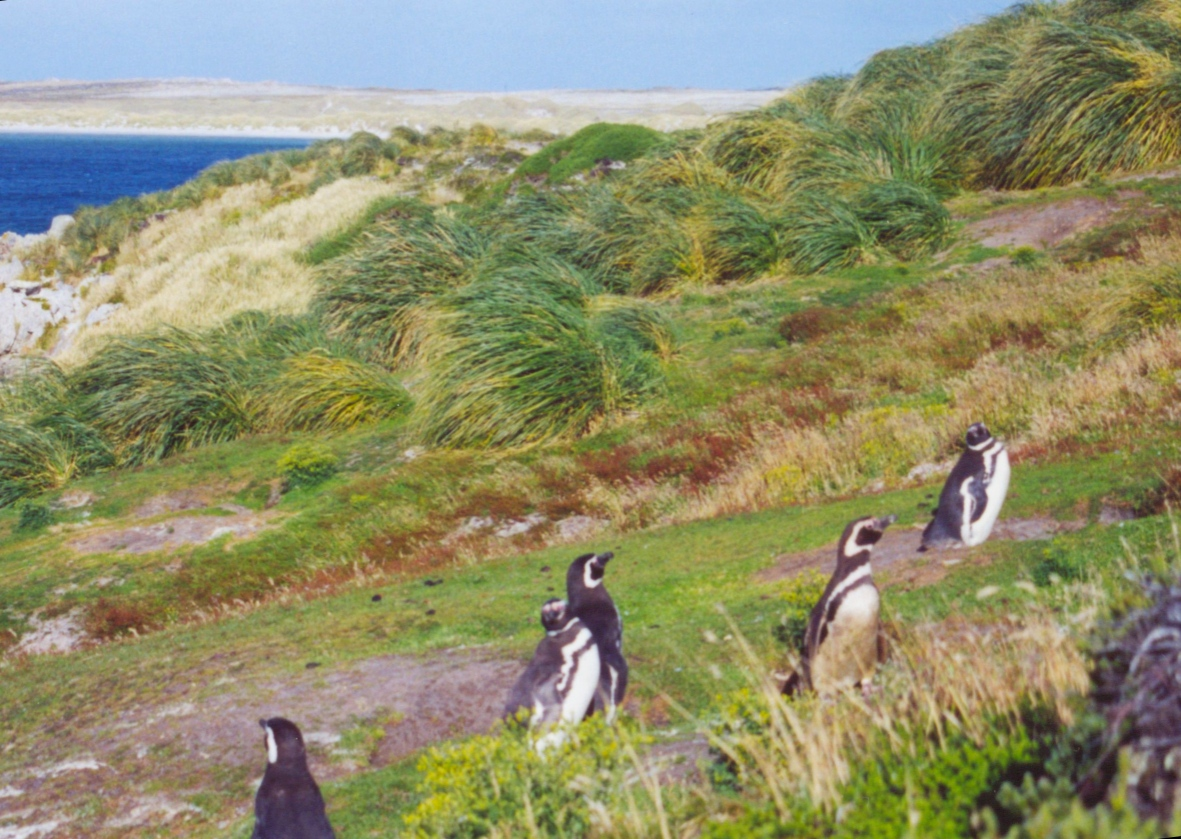
Gypsy Cove

In 1764 stichtte de Fransman Louis-Antoine de Bougainville een marinebasis, Port Louis (Oost-Falkland). De Fransen noemden de Falklandeilanden Îles Malouines, naar de vissers uit Saint-Malo die kortstondig op de archipel woonden.

### Britten, Spanjaarden en Argentijnen
De Britten stichtten in 1765 een nederzetting, Port Egmont, op West-Falkland, terwijl ze niets wisten van de Franse aanwezigheid. In 1766 verkochten de Fransen Port Louis aan de Spanjaarden, die de Britten in 1770 de oorlog verklaarden. In 1771 werd met een overeenkomst een einde gemaakt aan het conflict: West-Falkland werd van de Britten, Oost-Falkland van de Spanjaarden. De eilanden bleven echter lange tijd nauwelijks bewoond.
In 1820 en 1829 stichtten de Argentijnen, die kort daarvoor onafhankelijkheid hadden verkregen van Spanje, nederzettingen op de Falklandeilanden. Luis Vernet werd aangesteld als Argentijns gouverneur; de Argentijnen waren van plan de eilanden te koloniseren. In 1833 bezetten de Britten de eilanden opnieuw en maakten ze tot een overzees gebiedsdeel van het Verenigd Koninkrijk.
Tijdens de Eerste Wereldoorlog diende de havenstad Stanley als steunpunt voor bevoorrading van de Britse marine. De Slag bij de Falklands werd er uitgevochten.
De Argentijnse weigering om de Britse bezetting te accepteren vormde uiteindelijk een van de oorzaken van de Falklandoorlog, in 1982.

### Falklandoorlog
Op 2 april 1982 vielen de Argentijnen de Falklandeilanden binnen. Duizenden militairen landden op de eilanden. De Britse mariniers van Naval Party 8901 en leden van de Falkland Island Defense Force kregen, na twee dagen weerstand te hebben geboden, van gouverneur Rex Hunt het bevel de wapens neer te leggen. De gouverneur en leden van Naval Party 8901 werden door de Argentijnen via Uruguay naar het Verenigd Koninkrijk gerepatrieerd. Bij de herovering van de eilanden  waren manschappen van Naval Party 8901 als 'Julliet Troop' verbonden aan 42 Royal Marine Commando.
Op 21 mei 1982 landden de Britten bij de nederzetting Port San Carlos. Tweeënzeventig dagen later was herovering van de eilanden een feit. In totaal vonden 236 Britten en 655 Argentijnen de dood. Ook de materiële verliezen waren aan beide zijden aanzienlijk. Politiek gezien heeft deze oorlog ervoor gezorgd dat de militaire dictatuur in Argentinië ten val kwam en vervangen werd door een gekozen burgerlijk bestuur. Voor de Britse premier Margaret Thatcher, die aan de vooravond van het conflict zeer impopulair was, leidde de oorlog en haar imago als 'Iron Lady' tot herverkiezing in 1983.

### Nadien
Het dispuut over de eilanden duurt nog altijd voort; zo had Argentinië vanaf 2008 geen officiële ambassadeur in het Verenigd Koninkrijk. De toenmalige president van Argentinië, Cristina Fernández de Kirchner, kondigde aan dit tot aan het eind van haar ambtstermijn in 2012 te zullen handhaven. Later werd wel weer een ambassadeur aangesteld.
Op 11 maart 2013 werd een referendum gehouden, waarbij de bevolking de vraag voorgelegd kreeg of de status quo gehandhaafd diende te worden. Van de 1.518 uitgebrachte stemmen waren er 1.513 voor, 3 tegen, en 2 ongeldig. Argentinië heeft dit referendum verworpen met het argument dat de Falklandse bevolking na de inbezitneming geïmplanteerd is uit het Verenigd Koninkrijk en er dus überhaupt niet thuishoort.

## Demografie
De Falklandeilanden tellen 3.662 inwoners volgens de laatste census (2021). De meeste inwoners zijn oorspronkelijk afkomstig uit het Verenigd Koninkrijk. In het verleden werd ook wel de bijnaam 'Kelpers' gebruikt voor de inwoners van de eilanden.

## Politiek
- Staatshoofd: Charles III
- Gouverneur: Alison Blake (sinds 23 juli 2022)
- Chief Executive: Andy Keeling (sinds 5 april 2021)
- Minister van financiën: James Wilson (2017)
- Parlement (Legislative Council): acht eilandbewoners, de Chief Executive, de minister van financiën en de voorzitter (gouverneur)
- Regering (Executive Council): drie parlementsleden, de Chief Executive, de minister van financiën en de voorzitter (gouverneur)

Defensie en buitenlandse zaken van de Falklandeilanden zijn een aangelegenheid van de Britse regering.

## Economie

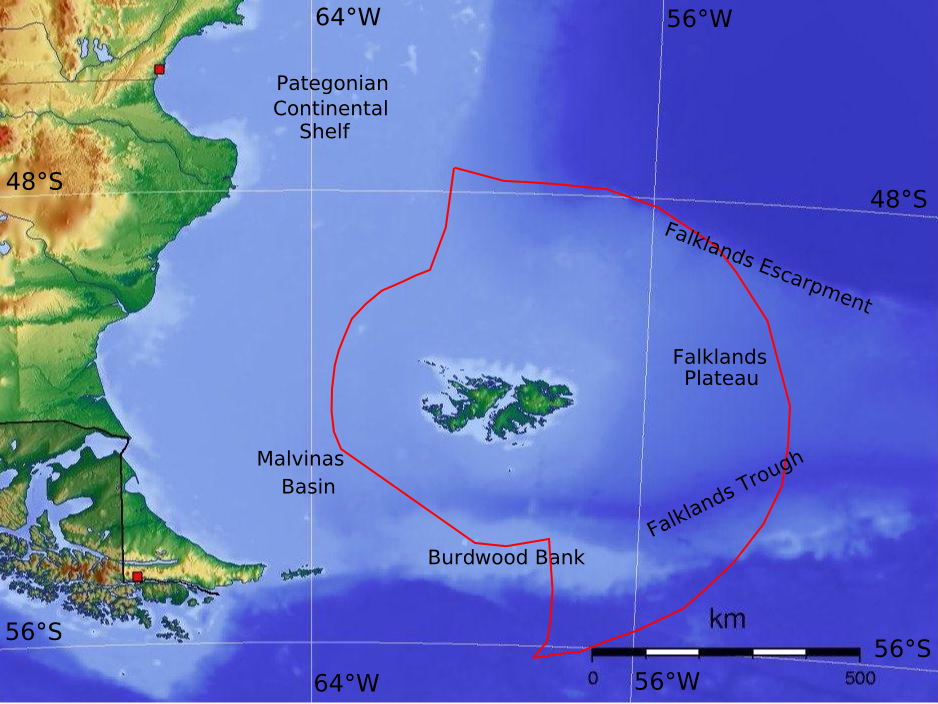
Territoriale wateren bij de Falklandeilanden

De economie van de Falklandeilanden is zeer bescheiden en ongeveer 160 miljoen pond groot. Veeteelt, vooral de productie van wol, is traditioneel een belangrijke economische activiteit, maar de visserij, inclusief de verkoop van visrechten aan buitenlandse vissers, vertegenwoordigt meer dan de helft van het bruto binnenlands product. In 1995 werden de eerste vergunningen afgegeven voor het zoeken van aardolie en aardgas in de territoriale wateren. In de eerste jaren werd weinig olie aangetroffen, maar in mei 2010 werd de eerste grote vondst gedaan. Het Sea Lion olieveld ligt zo’n 220 kilometer ten noorden van de eilanden in een waterdiepte van 450 meter. De eigenaren van het veld zijn Premier Oil met 60% van de aandelen en Rockhopper voor de resterende aandelen. Productie uit het veld wordt pas verwacht in 2020. In het veld zit ongeveer 400 miljoen vaten winbare olie, voldoende om een dagelijkse productie van 60.000 vaten te realiseren. De gerelateerde belastinginkomsten voor de Falklandeilanden worden getaxeerd op 2,5 miljard dollar voor de eerste 15 jaar.